# Заднее фокусное расстояние
Заднее фокусное расстояние объектива — расстояние от задней главной плоскости до заднего фокуса, обозначается {\displaystyle f'}.
Положение главной задней плоскости {\displaystyle H'} зависит от оптической схемы (типа) объектива, и никак не связано с положением апертурной диафрагмы. Поэтому заднее фокусное расстояние объектива нельзя определять от диафрагмы, так как это приводит к грубым ошибкам.
Заднее фокусное расстояние определяет масштаб изображения и угол поля зрения объектива при его фокусировке на «бесконечность».
В зависимости от соотношения значения фокусного расстояния и диагонали кадра, объективы условно разделяют на 3 группы:
- нормальные, {\displaystyle f'} примерно равно диагонали кадра
- короткофокусные, {\displaystyle f'} меньше диагонали кадра
- длиннофокусные, {\displaystyle f'} больше диагонали кадра (сюда же относятся телеобъективы).

При наличии телеувеличения (см. рисунок) заднее фокусное расстояние может быть длиннее, чем весь объектив (для телеобъективов) или короче заднего отрезка (для широкоугольников, предназначенных для однообъективных зеркальных фотоаппаратов и кинокамер с зеркальным обтюратором.